# Gołdap (stacja kolejowa)
Gołdap – nieczynna stacja kolejowa w Gołdapi, w województwie warmińsko-mazurskim, w Polsce.